# Bình Tân (Ho Chi Minhstad)
Bình Tân is een district in het westen van de stad Ho Chi Minhstad, de grootste stad van de Socialistische Republiek Vietnam. Het district werd op 5 november 2003 gevormd, door het splitsen van de oude regio Bình Chánh in Bình Chánh en Bình Tân.
Het district heeft een oppervlakte van ruim 5188 ha. In het oosten wordt het begrensd door de districten Tân Phú, quận 6 en quận 8. In het westen ligt het district Bình Chánh en in het noorden ligt quận 12.
Volgens de volkstelling van 1 april 2009 wonen 572.796 mensen in het district. Hiermee is het na Biên Hòa het dichtst bevolkt district van Vietnam.